# Shivajinagar
Shivajinagar là một thành phố và là nơi đặt hội đồng đô thị (municipal council) của quận Chandrapur thuộc bang Maharashtra, Ấn Độ.

## Nhân khẩu
Theo điều tra dân số năm 2001 của Ấn Độ, Shivajinagar có dân số 14.793 người. Phái nam chiếm 53% tổng số dân và phái nữ chiếm 47%. Shivajinagar có tỷ lệ 68% biết đọc biết viết, cao hơn tỷ lệ trung bình toàn quốc là 59,5%: tỷ lệ cho phái nam là 76%, và tỷ lệ cho phái nữ là 59%. Tại Shivajinagar, 14% dân số nhỏ hơn 6 tuổi.